# Столар Вадим Михайлович
Вадим Михайлович Столар (10 серпня 1982 , Київ ) — український бізнесмен та проросійський політик, народний депутат VI (Партія регіонів) та IX (ОПЗЖ) скликань. У 2019 — 2022 роках — керівник київського осередку «ОПЗЖ», депутат Київської міської ради. Фігурант журналістських розслідувань, зокрема Bihus.info, згідно з якими він пов'язаний із головою ОП Андрієм Єрмаком у скандальних будівельних проєктах Києва. У 2012 голосував за скандальний Закон України «Про засади державної мовної політики» , відомий як «Закон Ківалова-Колесніченка».

## Життєпис
Народився 10 серпня 1982 року в Києві. Дитинство пройшло на Оболоні. За власними словами Столара, на формування його характеру вплинув дідусь, який, рятуючи людей у Чорнобилі, сам постраждав і залишився прикутим до інвалідного візка Пам'ять про нього він вшанував у 2012 році, подарувавши рідному місту нову будівлю музею історії Києва, який протягом 8 років не мав власного приміщення. З дитинства займався вільною боротьбою на базі «Динамо», виступав на міжнародних змаганнях, після серйозної травми був змушений залишити професійний спорт. 2000 року одружився з Інною Майструк. Володіє англійською і німецькою мовами.
2003 — закінчив Київський університет права НАН України (спеціальність «Правознавство»).

### Бізнес
Почав працювати з 15 років. У 16 років почав самостійну підприємницьку діяльність. Заснував ферму з вирощування печериць у селі Мотовилівка Фастівського району. Пізніше створив велике агропідприємство.
1999—2000 — менеджер туристичної компанії «Яна». 2001—2007 — директор ТОВ «Відродження» (з 2004 — ТОВ «Торговий дім» Відродження").
У червні 2020 став власником юридичних осіб проросійського телеканалу «Rabinovich TV» та «Всі новини» (цифрова ліцензія останнього була анульована Національною радою з питань телебачення і радіомовлення 30 жовтня 2019 року). На їхній базі 9 серпня 2020 був запущений проросійський канал Kyiv.live.

### Політична діяльність
2006 — обраний депутатом Київської обласної ради за списком партії «Наша Україна».
У 2010—2012 роках депутат Верховної Ради України 6-го скликання від Партії регіонів. Член Комітету ВРУ з питань боротьби з організованою злочинністю і корупцією. У серпні 2012 року вийшов з Партії регіонів. Будучи депутатом, у 2012 голосував за скандальний Закон України «Про засади державної мовної політики» — неофіційно відомий як «Закон Ківалова-Колесніченка», який пізніше Конституційний Суд визнав неконституційним і таким, що втратив чинність.
На парламентських виборах 2012 року балотувався самовисуванцем у народні депутати України по одному з одномандатних мажоритарних округів Києва, але поступився опозиційному кандидату від ВО «Батьківщина» Олександру Бригинцю.
На парламентських виборах 2014 року балотувався за одномандатим в.о. у Києві, але поступився Білецькому Андрію, засновнику та командиру батальйону «Азов».
З 2019 — народний депутат України 9-го скликання, обраний від проросійської партії ОПЗЖ. Член Комітету Верховної Ради з питань аграрної та земельної політики.
З грудня 2019 — керівник київського осередку проросійської партії «ОПЗЖ». Після заборони ОПЗЖ у 2022 році увійшов до новостворенної фракції «Відновлення України».

### Громадська та благодійна діяльність
2012 оплатив будівництво храму святого Нестора Літописця УПЦ МП на території Київського університету права. 19 вересня 2013 року храм було освячено і відкрито.
У 2012—2013 роках будучи народним депутатом та почесним президентом "Стріт Воркаут Україна ", ініціював відновлення на Оболоні більше 15 старих спортивних майданчиків та встановлення 10 нових., зокрема на місці небезпечної забудову по вулиці Прирічній, між будинками № 3 і № 5.
2013 — став партнером фотоконкурсу з наповнення Вікісховища зображеннями пам'яток природи Вікі любить Землю.
У 2014 в рамках підготовки до святкування 200-річчя від дня народження Тараса Шевченка Столар оплатив створення цифрової бази бібліотеки Національного музею Шевченка і підключення музею до інтернету.

### Фонд Вадима Столара
На початку 2020 року Столар заснував Благодійний Фонд Вадима Столара. Спочатку фонд фокусувався на боротьбі з пандемією COVID-19, закуповуючи медичне обладнання для лікарень. З перших днів повномасштабного вторгнення Росії в Україну Фонд розширив напрямки діяльності, зосереджуючись на допомозі військовим та підтримці цивільних, забезпечуючи їх необхідною технікою, спорядженням, продуктами та медикаментами. За 2022 рік Фонд надав військовим та цивільним понад 180 тис. літрів палив, 28 тис. одиниць військового спорядження, тощо. Також в наступні роки на передову були передані FPV-дрони, бронеавто, швидкі та інше необхідне спорядження.
У 2023 році його фонд вперше запустив програму грантів на 1 мільйон гривень для українських неприбуткових організацій для реалізації проєктів щодо підтримки військових та постраждалих внаслідок війни українців.  У Перша грантова програма була спрямована на проєкти з фізичної реабілітації постраждалих від війни, друга — на психоемоційне відновлення українців.
З 2023 року співпрацює з різними благодійними фондами, що займаються програмами військового протезування, психологічної та фізичної реабілітації ветеранів та військовослужбовців. Столар фінансує лікування, реабілітацію та протезування поранених бійців за кордоном, у Вашингтоні та на Мальті де лікарі працюють зі складними випадками та важкими ампутаціями пацієнтів.
Він також надав кошти для запуску українського дитячого центру Children Hub у Варшаві та центру для дітей із розладами спектра аутизму «Левчик» у Львові де надають постійну безплатну допомогу дітям із розладами спектра аутизму.

## Скандали
Столар був одним із засновників ТОВ "Компанія «Еліта-Будінвест», що мала стосунок до афери «Еліта-Центр» (2006). Це дало підстави майбутньому народному депутату Д. Силантьєву поширювати інформацію про причетність В. Столара до афери як співзасновника компанії «Еліта-Центр», а судовий позов з вимогою спростування цієї інформації В. Столар програв (2012). За даними МВС та прокуратури, Столар не фігурував і до відповідальності не притягався.
У 2010 році за словами народного депутата Володимира Бондаренка, Столар бив його в обличчя під час розблокування трибуни ВРУ.
2017 — журналісти зафіксували Столара з мером Віталієм Кличком на приватному літаку, що летів з Неаполя, після чого вийшло розслідування про офшорну чартерну компанію і її непрозорі бізнесові зв'язки з мером.
14 листопада 2018 за інформацією проєкту «Схеми: корупція в деталях» В. Столара таємно привозили до Адміністрації Президента. У адміністрації заявили, що Порошенко не зустрічався з бізнесменом, але відмовилися повідомити, з ким саме Столар зустрічався.
Перед повномасштабним вторгненням РФ до України переїхав до Ніцци, що спонукало М. Безуглу виступити з ініціативою щодо позбавлення повноважень. Ця ініціатива не була реалізована. Повернувся в Україну за інформацією ЗМІ у січні 2023, після чого неодноразово виїжджав і повертався.
У січні 2023 році журналісти bihus.info розкрили зв'язки Столара і голови ОП Єрмака через спільні кінопроєкти з Артемом Колюбаєвим. Останній заснував кінокомпанію «Мейнстрім Пікчерз» і отримав суттєву державну підтримку своїм кінопроєктам після приходу до влади Зеленського. Колюбаєв розширив свій вплив у кінобізнесі та будівництві, будучи асоційованим із бізнес-проєктами Столара та Медведчука. Його будівельні компанії, зокрема ENSO, взаємодіяли з компаніями, пов'язаними з іншими відомими діловими особами України, такими як Столар та Ігор Кушнір. Колюбаєв переструктурував свої бізнес-інтереси, особливо після вторгнення Росії 2022 року.
У лютому 2023 р. СБУ провела обшуки у Столара в рамках кримінального розслідування певних будівельних компаній Києва та легалізації корупційних коштів підозрюваного у держзраді Медведчука.
22 липня 2025 року голосував за закон України 12414 який був ухвалений з порушенням Регламенту Верховної Ради України та підпорядкував НАБУ та САП Генеральному прокурору і викликав масові протести.

## Сім'я
Розлучений. Діти:
- Столар Діана — 14.06.2001—6.12.2020[59]
- Столар Джемма — 01.06.2007
- Столар Єва — 23.09.2009
- Столар Давид — 03.08.2012
- Столар Даніель —  25.08.2015
- Столар Дарій — 19.11.2024